# UCI ProSeries 2024
Navigation
Édition précédente Édition suivante
L'UCI ProSeries 2024 est la cinquième édition de l'UCI ProSeries, le deuxième niveau de compétition dans l'ordre d'importance du cyclisme sur route masculin après l'UCI World Tour. Cette division, gérée par  l'Union cycliste internationale, est composée de 55 épreuves organisées du 31 janvier au 20 octobre 2024 en Europe et en Asie.

## Équipes
Les équipes qui peuvent participer aux différentes courses dépendent de leur licence.
| Catégorie                 | Équipes |
| ------------------------- | --- |
| 1.Pro (Course d'un jour)  | * UCI WorldTeam (max 70 %) * UCI ProTeam * Équipe continentale du pays * Équipe continentale étrangère (max 2) * Sélection nationale du pays organisateur |
| 2.Pro (Course par étapes) | * UCI WorldTeam (max 70 %) * UCI ProTeam * Équipe continentale du pays * Équipe continentale étrangère (max 2) * Sélection nationale du pays organisateur |

## Courses
Il regroupe au total cinquante-cinq épreuves, trente-deux courses d'un jour (1.Pro) et vingt-trois courses par étapes (2.Pro).
Quarante-huit compétitions ont lieu en Europe, cinq en Asie et aucune en Amérique du Nord à la suite de l'annulation de la Maryland Cycling Classic.
Ce sont deux courses de moins que l'année précédente (57 courses). La Figueira Champions Classic fait son apparition au calendrier, le Tour de Turquie fait son retour alors que trois courses sont annulées : la Vuelta a San Juan, le Mont Ventoux Dénivelé Challenges, la Maryland Cycling Classic et une épreuve est rétrogradée au sein du circuit continental, le ZLM Tour.
Retardée puis raccourcie, la course des Trois vallées varésines 2024 est finalement annulée en raison des conditions météorologiques et à l'instigation des coureurs

## Calendrier et résultats
| #  | Date                 | Course                            | Pays               | Classe | Vainqueur           | Équipe                     |
| -- | -------------------- | --------------------------------- | ------------------ | ------ | ------------------- | -------------------------- |
| 01 | 31 janvier-4 février | Tour de la Communauté valencienne | Espagne            | 2.Pro  | Brandon McNulty     | UAE Emirates               |
| 02 | 10 février           | Figueira Champions Classic        | Portugal           | 1.Pro  | Remco Evenepoel     | Soudal Quick-Step          |
| 04 | 10-14 février        | Tour d'Oman                       | Oman               | 2.Pro  | Adam Yates          | UAE Emirates               |
| 03 | 11 février           | Clásica de Almería                | Espagne            | 1.Pro  | Olav Kooij          | Visma-Lease a Bike         |
| 05 | 14-18 février        | Tour d'Andalousie                 | Espagne            | 2.Pro  | Pas de vainqueur    | Pas de vainqueur           |
| 06 | 14-18 février        | Tour de l'Algarve                 | Portugal           | 2.Pro  | Remco Evenepoel     | Soudal Quick-Step          |
| 07 | 24 février           | Ardèche Classic                   | France             | 1.Pro  | Juan Ayuso          | UAE Emirates               |
| 08 | 25 février           | Drôme Classic                     | France             | 1.Pro  | Marc Hirschi        | UAE Emirates               |
| 09 | 25 février           | Kuurne-Bruxelles-Kuurne           | Belgique           | 1.Pro  | Wout van Aert       | Visma-Lease a Bike         |
| 10 | 28 février           | Trofeo Laigueglia                 | Italie             | 1.Pro  | Lenny Martinez      | Groupama-FDJ               |
| 11 | 13 mars              | Nokere Koerse                     | Belgique           | 1.Pro  | Tim Merlier         | Soudal Quick-Step          |
| 12 | 13 mars              | Milan-Turin                       | Italie             | 1.Pro  | Alberto Bettiol     | EF Education-EasyPost      |
| 13 | 14 mars              | Grand Prix de Denain              | France             | 1.Pro  | Jannik Steimle      | Q36.5 Pro Cycling Team     |
| 14 | 15 mars              | Bredene Koksijde Classic          | Belgique           | 1.Pro  | Luca Mozzato        | Arkéa-B&B Hotels           |
| 15 | 30 mars              | Grand Prix Miguel Indurain        | Espagne            | 1.Pro  | Brandon McNulty     | UAE Emirates               |
| 16 | 3 avril              | Grand Prix de l'Escaut            | Belgique           | 1.Pro  | Tim Merlier         | Soudal Quick-Step          |
| 17 | 10 avril             | Flèche brabançonne                | Belgique           | 1.Pro  | Benoît Cosnefroy    | Decathlon AG2R La Mondiale |
| 18 | 15-19 avril          | Tour des Alpes                    | Italie et Autriche | 2.Pro  | Juan Pedro López    | Lidl-Trek                  |
| 19 | 21-28 avril          | Tour de Turquie                   | Turquie            | 2.Pro  | Frank van den Broek | dsm-firmenich PostNL       |
| 20 | 4 mai                | Grand Prix du Morbihan            | France             | 1.Pro  | Benoît Cosnefroy    | Decathlon AG2R La Mondiale |
| 21 | 5 mai                | Tro Bro Leon                      | France             | 1.Pro  | Arnaud De Lie       | Lotto Dstny                |
| 22 | 8-12 mai             | Tour de Hongrie                   | Hongrie            | 2.Pro  | Thibau Nys          | Lidl-Trek                  |
| 23 | 14-19 mai            | Quatre Jours de Dunkerque         | France             | 2.Pro  | Sam Bennett         | Decathlon AG2R La Mondiale |
| 24 | 23-26 mai            | Boucles de la Mayenne             | France             | 2.Pro  | Alberto Bettiol     | EF Education-EasyPost      |
| 25 | 23-26 mai            | Tour de Norvège                   | Norvège            | 2.Pro  | Axel Laurance       | Alpecin-Deceuninck         |
| 26 | 29 mai               | Circuit franco-belge              | Belgique           | 1.Pro  | Biniam Girmay       | Intermarché-Wanty          |
| 27 | 2 juin               | Brussels Cycling Classic          | Belgique           | 1.Pro  | Jonas Abrahamsen    | Uno-X Mobility             |
| 28 | 8 juin               | À travers le Hageland             | Belgique           | 1.Pro  | Gianni Vermeersch   | Alpecin-Deceuninck         |
| 29 | 12-16 juin           | Tour de Belgique                  | Belgique           | 2.Pro  | Søren Wærenskjold   | Uno-X Mobility             |
| 30 | 12-16 juin           | Tour de Slovénie                  | Slovénie           | 2.Pro  | Giovanni Aleotti    | Bora-Hansgrohe             |
| 31 | 7-14 juillet         | Tour du lac Qinghai               | Chine              | 2.Pro  | Jefferson Cepeda    | Caja Rural-Seguros RGA     |
| 32 | 22-26 juillet        | Tour de Wallonie                  | Belgique           | 2.Pro  | Matteo Trentin      | Tudor                      |
| 33 | 4-7 août             | Arctic Race of Norway             | Norvège            | 2.Pro  | Magnus Cort Nielsen | Uno-X Mobility             |
| 34 | 5-9 août             | Tour de Burgos                    | Espagne            | 2.Pro  | Sepp Kuss           | Visma-Lease a Bike         |
| 35 | 14-18 août           | Tour du Danemark                  | Danemark           | 2.Pro  | Arnaud De Lie       | Lotto Dstny                |
| 36 | 21-25 août           | Tour d'Allemagne                  | Allemagne          | 2.Pro  | Mads Pedersen       | Lidl-Trek                  |
| 37 | 27-31 août           | Tour de Hainan                    | Chine              | 2.Pro  | Aaron Gate          | Burgos-BH                  |
| -  | 1 septembre          | Maryland Cycling Classic          | États-Unis         | 2.Pro  | annulé              | annulé                     |
| 38 | 3-8 septembre        | Tour de Grande-Bretagne           | Grande-Bretagne    | 2.Pro  | Stephen Williams    | Israel-Premier Tech        |
| 39 | 8 septembre          | Grand Prix de Fourmies            | France             | 1.Pro  | Arvid de Kleijn     | Tudor                      |
| 40 | 8 septembre          | Grand Prix de Larciano            | Italie             | 1.Pro  | Marc Hirschi        | UAE Emirates               |
| 41 | 12 septembre         | Coppa Sabatini                    | Italie             | 1.Pro  | Marc Hirschi        | UAE Emirates               |
| 42 | 18 septembre         | Grand Prix de Wallonie            | Belgique           | 1.Pro  | Roger Adrià         | Red Bull-Bora-Hansgrohe    |
| 43 | 21 septembre         | Super 8 Classic                   | Belgique           | 1.Pro  | Filippo Baroncini   | UAE Emirates               |
| 44 | 18-22 septembre      | Tour de Luxembourg                | Luxembourg         | 2.Pro  | Antonio Tiberi      | Bahrain Victorious         |
| 45 | 3 octobre            | Tour de Münster                   | Allemagne          | 1.Pro  | Jasper Philipsen    | Alpecin-Deceuninck         |
| 46 | 5 octobre            | Tour d'Émilie                     | Italie             | 1.Pro  | Tadej Pogačar       | UAE Emirates               |
| 47 | 29 sept.-6 oct.      | Tour de Langkawi                  | Malaisie           | 2.Pro  | Max Poole           | dsm-firmenich PostNL       |
| 48 | 6 octobre            | Paris-Tours                       | France             | 1.Pro  | Christophe Laporte  | Visma-Lease a Bike         |
| 49 | 7 octobre            | Coppa Bernocchi                   | Italie             | 1.Pro  | Stan Van Tricht     | Alpecin-Deceuninck         |
| -  | 8 octobre            | Trois vallées varésines           | Italie             | 1.Pro  | annulé              | annulé                     |
| 50 | 10 octobre           | Tour du Piémont                   | Italie             | 1.Pro  | Neilson Powless     | EF Education-EasyPost      |
| 51 | 9-13 octobre         | Tour du lac Taihu                 | Chine              | 2.Pro  | Jelte Krijnsen      | Parkhotel Valkenburg       |
| 52 | 16 octobre           | Tour de Vénétie                   | Italie             | 1.Pro  | Corbin Strong       | Israel-Premier Tech        |
| 53 | 20 octobre           | Japan Cup                         | Japon              | 1.Pro  | Neilson Powless     | EF Education-EasyPost      |
| 54 | 20 octobre           | Veneto Classic                    | Italie             | 1.Pro  | Magnus Cort Nielsen | Uno-X Mobility             |

## Points attribués pour les classements UCI
Les courses ProSeries attribuent des points au classement mondial UCI 2024 selon le barème suivant :
| Position                  | 1er | 2e  | 3e  | 4e  | 5e | 6e | 7e | 8e | 9e | 10e | 11e | 12e | 13e | 14e | 15e | 16e à 30e | 31e à 40e |
| Classement général        | 200 | 150 | 125 | 100 | 85 | 70 | 60 | 50 | 40 | 35  | 30  | 25  | 20  | 15  | 10  | 5         | 3         |
| Par étapes                | 20  | 15  | 10  | 5   | 3  |    |    |    |    |     |     |     |     |     |     |           |           |
| Port du maillot de leader | 5   |     |     |     |    |    |    |    |    |     |     |     |     |     |     |           |           |